# Space Shower Music Awards
Space Shower Music Awards (スペースシャワーミュージックアワード) (nomeado anteriormente como Space Shower Music Video Awards até 2015) é um conjunto anual de prêmios musicais patrocinados pela emissora japonesa Space Shower TV. Os prêmios são concedidos desde o ano de 1996.

## Vencedores das categorias principais

### Melhor Vídeo do Ano
| Nº | Ano  | Canção                                      | Artista                 | Diretor                                        |
| -- | ---- | ------------------------------------------- | ----------------------- | ---------------------------------------------- |
| 1  | 1996 | "Gattsudaze!!"                              | Ulfuls                  | Tetsurō Takeuchi                               |
| 2  | 1997 | "Shangri-La"                                | Denki Groove            | Hiroyuki Itaya, Pierre Taki                    |
| 3  | 1998 | "Pink Spider"                               | hide with Spread Beaver | Shuichi Tan                                    |
| 4  | 1999 | "Pieces"                                    | L'Arc-en-Ciel           | Masahiro Takada                                |
| 5  | 2000 | "Stay Away"                                 | L'Arc-en-Ciel           | Taku Ueda, Taku Tada                           |
| 6  | 2002 | "Traveling"                                 | Hikaru Utada            | Kazuaki Kiriya                                 |
| 7  | 2003 | "Tokyo"                                     | Keisuke Kuwata          | Mitsuo Shindō                                  |
| 8  | 2004 | "Kurumi" (くるみ)                           | Mr. Children            | Kōki Tange                                     |
| 9  | 2005 | "Galaxy"                                    | Rip Slyme               | Kōichirō Tsujikawa                             |
| 10 | 2006 | "Joy"                                       | Yuki                    | Tsuyoshi Nakamura                              |
| 11 | 2007 | "Shirushi" (しるし)                         | Mr. Children            | Kōki Tange                                     |
| 12 | 2008 | "Hana no Na"                                | Bump of Chicken         | Shuichi Bamba                                  |
| 13 | 2009 | "Mononoke Dance" (モノノケダンス)           | Denki Groove            | Masakazu Amahisa                               |
| 14 | 2010 | "Fast Car"                                  | Namie Amuro             | Shigeaki Kubo                                  |
| 15 | 2011 | "Aruku Around"                              | Sakanaction             | Kazuaki Seki                                   |
| 16 | 2012 | "Bach no Senritsu o Yoru ni Kiita Sei Desu" | Sakanaction             | Yūsuke Tanaka                                  |
| 17 | 2013 | "Tsukematsukeru"                            | Kyary Pamyu Pamyu       | Jun Tamukai                                    |
| 18 | 2014 | "Yoshū Fukushū"                             | Maximum the Hormone     | Minami Kantō Gyakkyō-kai Neo (南関東逆境会Neo) |
| 19 | 2015 | Liberty & Gravity                           | Quruli                  | Jun Tamukai                                    |
| 20 | 2016 | "Owaranai Uta" (終わらない歌)               | Yuzu                    | Sojiro Kamatani                                |
| 21 | 2017 | "Koi"                                       | Gen Hoshino             | Kazuaki Seki                                   |
| 22 | 2018 | "Non-fiction" (ノンフィクション)            | Ken Hirai               | Hidenobu Tanabe                                |
| 23 | 2019 | "Catharsist"                                | Radwimps                | Kensaku Kakimoto                               |
| 24 | 2020 | "Aurora"                                    | Bump of Chicken         | kyotaro hayashi                                |
| 25 | 2021 | "Kanden"                                    | Kenshi Yonezu           | Yoshiyuki Okuyama                              |

### Melhor Artista / Melhor Diretor
| Nº | Ano  | Artista                                            | Diretor          |
| -- | ---- | -------------------------------------------------- | ---------------- |
| 1  | 1996 |                                                    | Shūichi Tan      |
| 2  | 1997 | Eiki Takahashi                                     |                  |
| 3  | 1998 | Hideyuki Tanaka                                    |                  |
| 4  | 1999 | Hideaki Sunaga                                     |                  |
| 5  | 2000 | Suguru Takeuchi                                    |                  |
| 6  | 2002 | Kōki Tange                                         |                  |
| 7  | 2003 | não divulgado (de acordo com o desejo do vencedor) |                  |
| 8  | 2004 | Ugichin                                            |                  |
| 9  | 2005 | Koichiro Tsujikawa                                 |                  |
| 10 | 2006 | Yasuyuki Yamaguchi                                 |                  |
| 11 | 2007 | Yūsuke Tanaka                                      |                  |
| 12 | 2008 | Yuichi Kodama                                      |                  |
| 13 | 2009 | Yuichi Kodama                                      | Namie Amuro      |
| 14 | 2010 | Yuichi Kodama                                      | Ringo Sheena     |
| 15 | 2011 | Kaela Kimura                                       | Kazuaki Seki     |
| 16 | 2012 | Tokyo Incidents                                    | Yasuhiko Shimizu |
| 17 | 2013 | Sakanaction                                        | Hidenobu Tanabe  |
| 18 | 2014 | Yuzu                                               | Jun Tamukai      |
| 19 | 2015 | Sekai no Owari                                     | Sojiro Kamatani  |
| 20 | 2016 | Dreams Come True                                   | Atsunori Toshi   |
| 21 | 2017 | Radwimps                                           | Hidenobu Tanabe  |
| 22 | 2018 | Yuzu                                               | Kento Yamada     |
| 23 | 2019 | Gen Hoshino                                        | Tomokazu Yamada  |
| 24 | 2020 | One Ok Rock                                        |                  |
| 25 | 2021 | Official Hige Dandism                              | Takuto Shinbo    |

### Melhor por Sua Escolha
| Nº | Ano  | Canção                           | Artista             | Diretor                           |
| -- | ---- | -------------------------------- | ------------------- | --------------------------------- |
| 1  | 1996 | "Gattsudaze!!" (ガッツだぜ!!)    | Ulfuls              | Tetsurō Takeuchi                  |
| 2  | 1997 | "Loop Slider" (ループスライダー) | Magokoro Brothers   | Tarō Mitsuoka                     |
| 3  | 1998 | "Natsuiro" (夏色)                | Yuzu                | Yohito Teraoka                    |
| 4  | 1999 | "Sentimental" (センチメンタル)   | Yuzu                | Masaki Ōkita                      |
| 5  | 2000 | "Tobenai Tori" (飛べない鳥)      | Yuzu                | Eiki Takahashi                    |
| 6  | 2002 | "Pieces of a Dream"              | Chemistry           | Kōki Tange                        |
| 7  | 2003 | "Rakuen Baby" (楽園ベイベー)     | Rip Slyme           | Hiroshi Itō                       |
| 8  | 2004 | "Lost Man"                       | Bump of Chicken     | Shūichi Banba, Harahitoshi Takano |
| 9  | 2005 | "Sharin no Uta"                  | Bump of Chicken     | Shūichi Banba                     |
| 10 | 2006 | "Konayuki"                       | Remioromen          | Shūichi Tan                       |
| 11 | 2007 | "Stand by Me"                    | Remioromen          | Tomoo Noda                        |
| 12 | 2008 | "Hana no Na"                     | Bump of Chicken     | Shūichi Banba                     |
| 13 | 2009 | "Order Made"                     | Radwimps            | Yuichi Kodama                     |
| 14 | 2010 | "Oshakashama"                    | Radwimps            | Yasunori Kakegawa, Tetsuya Nagato |
| 15 | 2011 | "Manifest" (マニフェスト)        | Radwimps            | Jika                              |
| 16 | 2012 | "Maximum the Hormone"            | Maximum the Hormone | Yasuhiko Shimizu                  |
| 17 | 2013 | "The Beginning"                  | One Ok Rock         | Maxilla                           |
| 18 | 2014 | "Niji o Matsu Hito" (虹を待つ人) | Bump of Chicken     | Shūichi Banba                     |
| 19 | 2015 | "ray"                            | Bump of Chicken     | Atsunori Toshi                    |

Escolha das Pessoas
| Nº | Ano  | Artista         |
| -- | ---- | --------------- |
| 20 | 2016 | Bump of Chicken |
| 21 | 2017 | Alexandros      |
| 22 | 2018 | Gen Hoshino     |
| 23 | 2019 | Gen Hoshino     |
| 24 | 2020 | Uverworld       |
| 25 | 2021 | BTS             |

### Álbum & Canção do Ano
| Nº | Ano  | Álbum (artista)             | Canção (artista)                           |
| -- | ---- | --------------------------- | ------------------------------------------ |
| 22 | 2018 | The Gift (Hi-Standard)      | "Uchiage Hanabi" (Daoko com Kenshi Yonezu) |
| 23 | 2019 | Pop Virus (Gen Hoshino)     | "Lemon" (Kenshi Yonezu)                    |
| 24 | 2020 | 9999 (The Yellow Monkey)    | "Pretender" (Official Hige Dandism)        |
| 25 | 2021 | Stray Sheep (Kenshi Yonezu) | "Yoru ni Kakeru" (Yoasobi)                 |

### Outros Prêmios para Artistas
| Ano  | Melhor Artista Revelação | Melhor Artista Masculino | Melhor Artista Feminino | Melhor Artista de Grupo | Melhor Artista Internacional | Melhor Artista de Respeito | Melhor Artista de Rock |
| ---- | ------------------------ | ------------------------ | ----------------------- | ----------------------- | ---------------------------- | -------------------------- | ---------------------- |
| 2016 | Wanima                   | Gen Hoshino              | Ringo Sheena            | Sekai no Owari          | Adele                        | Eikichi Yazawa             | Alexandros             |
| 2017 | Suchmos                  | Yu Takahashi             | Utada Hikaru            | Perfume                 | Bruno Mars                   | The Yellow Monkey          | Radwimps               |
| 2018 | Daoko                    | Kenshi Yonezu            | Namie Amuro             | One Ok Rock             | Ed Sheeran                   | Elephant Kashimashi        | Suchmos                |
| 2019 | Nulbarich                | Kenshi Yonezu            | Utada Hikaru            | Alexandros              | Ariana Grande                | Southern All Stars         | Wanima                 |
| 2020 | SIRUP                    | Kenshi Yonezu            | Aimyon                  | One Ok Rock             | Billie Eilish                | TSPO                       | King Gnu               |
| 2021 | Fujii Kaze               | Aimyon                   | Aimyon                  | Man with a Mission      | BTS                          | Scha Dara Parr             | King Gnu               |

### Prêmio Especial
| Nº | Ano  | Artista                                                                   |
| -- | ---- | ------------------------------------------------------------------------- |
| 1  | 1996 | Motoharu Sano, Takei Goodman                                              |
| 2  | 1997 | Tatsuya Ishii, Bonnie Pink, Eastern Youth, Mitsuhiro Oikawa               |
| 3  | 1998 | Southern All Stars, Hiroyuki Nakano & Tomoyasu Hotei, Blankey Jet City    |
| 6  | 2002 | Cornelius, Daft Punk                                                      |
| 8  | 2004 | Thee Michelle Gun Elephant                                                |
| 9  | 2005 | Glay                                                                      |
| 10 | 2006 | Mr. Children, Kōki Tange                                                  |
| 11 | 2007 | M-Flo ♥ Minmi, Kumi Koda, The Birthday, By Phar the Dopest, Miki Furukawa |
| 13 | 2009 | Ukawanimation!, Maximum the Hormone                                       |
| 14 | 2010 | Keisuke Kuwata                                                            |
| 15 | 2011 | Hikaru Utada                                                              |
| 16 | 2012 | Androp, Kyary Pamyu Pamyu                                                 |
| 17 | 2013 | Androp, Momoiro Clover Z (por "Saraba, Itoshiki Kanashimitachi yo")       |
| 18 | 2014 | AKB48, Kyary Pamyu Pamyu                                                  |
| 19 | 2015 | Ken Hirai, OK Go                                                          |
| 21 | 2017 | Boom Boom Satellites                                                      |

## Maiores vencedores
| Classificação    | 1º                                      | 2º                      | 3º           | 4º                           | 5º                                                                     | 6º            |
| ---------------- | --------------------------------------- | ----------------------- | ------------ | ---------------------------- | ---------------------------------------------------------------------- | ------------- |
| Artista          | Ringo Sheena (com Tokyo Jihen) RADWIMPS | Mr.Children Gen Hoshino | Utada Hikaru | Denki Groove Bump of Chicken | Ken Hirai Namie Amuro Kyary Pamyu Pamyu Yuzu One Ok Rock Kenshi Yonezu | L'Arc-en-Ciel |
| Total de prêmios | 11                                      | 10                      | 9            | 7                            | 6                                                                      | 5             |